# Новошаріпово
Новошарі́пово (рос. Новошарипово, башк. Яңы Шәрип) — присілок у складі Давлекановського району Башкортостану, Росія. Входить до складу Соколовської сільської ради.
Населення — 59 осіб (2010; 43 в 2002).
Національний склад:
- башкири — 58 %
- татари — 26 %